# Ulaid

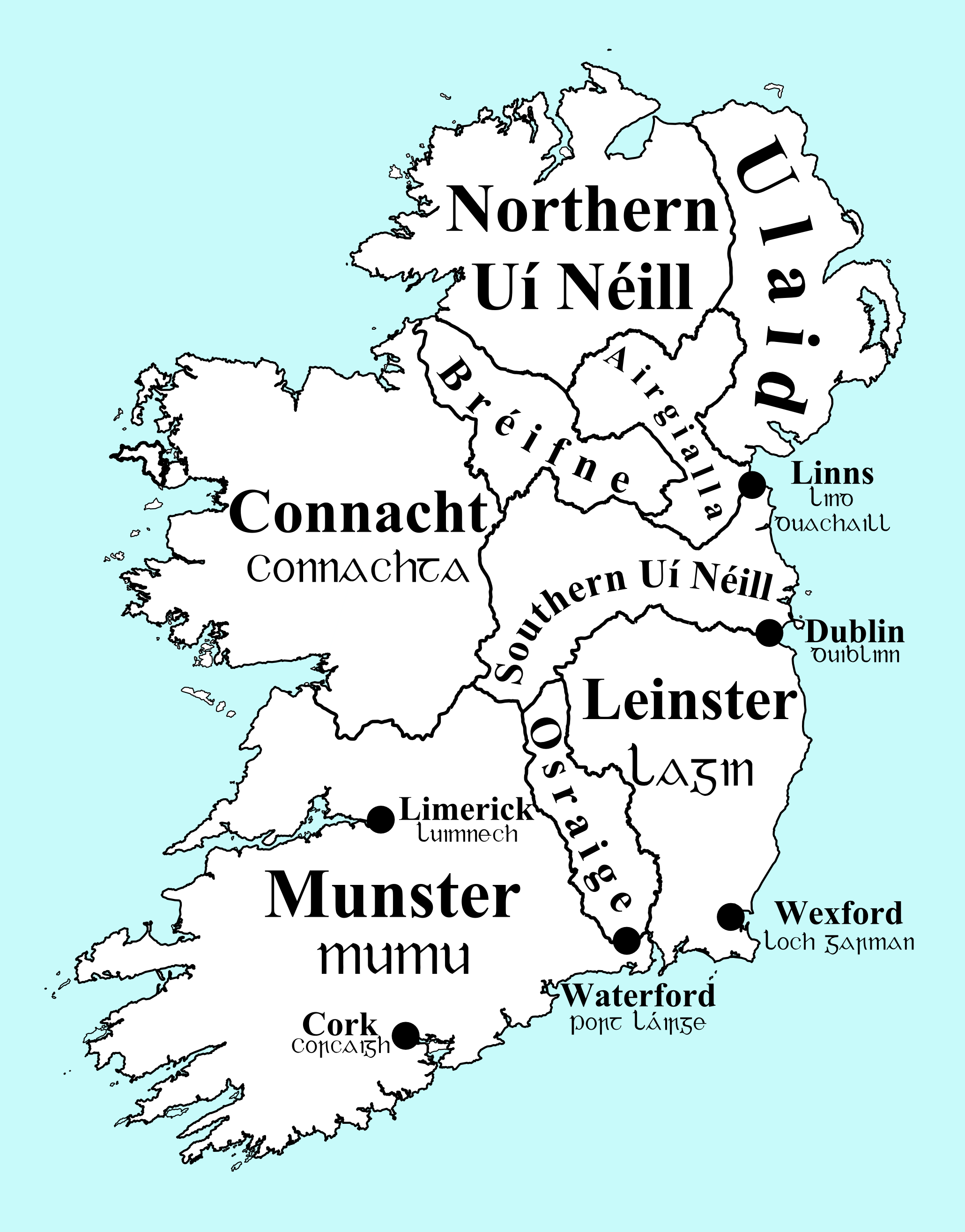
Ulaid zredukowany do północno-wschodniego terenu (ok. 900 r.)

Ulaid, Ulad lub Ulaidh (irl.: Coiced Ulaid – „piąta część Ulatów”, ang. Ulster) – dawna prowincja w północnej części Irlandii stanowiąca w okresie wczesnośredniowiecznym jedno z 5 celtyckich królestw-federacji. Był to obszar zamieszkany przez iryjski plemię Ulatów, leżący obecnie w Irlandii Północnej, ze stolicą w Emain Macha koło dzisiejszego Armagh.
Nazwa została prawdopodobnie wspomniana w Geografii Ptolemeusza Klaudiusza (ok. 100-ok. 168), greckiego geografa, jako Volunti (Ούολουντοι). Ci graniczyli z ludem Dairini. Użycie słowa cóiced, sugeruje istnienie w jakimś punkcie historii pentarchii, czyli pięciu prowincji: Ulaid, Connachta (Connacht), Laigin (Leinster), Mumu (Munster) oraz centralne królestwo Mide. Największa z irlandzkich epopei, Uprowadzenie byków z Cooley, została prawdopodobnie spisana przez średniowiecznych mnichów w ostatnim skrawku niepodległego Ulaidu. Wychwalali oni chwałę Ulatów, a przemilczali istnienie piątej prowincji Mide, rządzonej przez Milezjan. Opisuje ona bohaterskie walki Ulatów z Connachtem, które były historyczne, w przeciwieństwie do wymienionych tam bohaterów.
Terytorium Ulaidu rozciągało się do rzeki Boyne na południu oraz do obecnego hrabstwa Leitrim na zachodzie. Ulaid, pomimo strat terytorialnych, posiadał znaczące terytorium, głównie w hrabstwach Antrim, Down i Louth, chociaż granice ich były zmienne. Na wschodzie zachowały się trzy niewielkie królestwa obejmowanie wspólną nazwą Ulaid. Pierwszym z nich była Dál Riata, leżąca na płaskowyżu Antrim Mountains, w północno-wschodniej części Irlandii. Ulaid był zdominowany głównie przez ród Dál Fiatach, rezydujący w Downpatrick (hrabstwo Down). Z tego powodu termin rí Ulad (król Ulatów) oznaczał także „króla Dál Fiatach”. Królowie ci walczyli ze swymi rywalami do władzy, z ludem Cruithni, na którego czele stały dynastie Dál nAraidi (południowa część ob. hr. Antrim) i Uí Echach Cobo (zachodnie hr. Down). Dál nAraidi byli nawet w pewnych okresach także królami Ulaidu. Niektórzy jej zwolennicy posuwali się nawet do prób manipulacji historii, opisując dynastię jako jedynych od wieków „prawdziwych Ulaid” (na fír Ulaid). Pozostała zachodnia część prowincji znalazła się pod kontrolą Airgíalla i północnych dynastii Uí Néill. W 1177 rozpoczął się powolny anglonormański podbój Ulaidu, zakończony w 1201.
Do końca XVI wieku obszar pozostawał jednak pod rządami rodzimych rodów i utrzymywał znaczną niezależność oraz celtycki charakter. Intensywna kolonizacja angielska i szkocka nastąpiła od połowy XVII wieku. Napływowa ludność protestancka dążyła do zachowania związków z Wielką Brytanią. W efekcie w 1921 roku do Wolnego Państwa Irlandzkiego włączone zostały tylko 3 z 9 hrabstw tej krainy.